# Batalla de las Equínadas (322 a. C.)
La batalla de las Equínadas fue uno de los combates navales de la guerra lamiaca (323-322 a. C.), que disputaron la armada macedonia de Clito el Blanco y la ateniense.

## Antecedentes
La guerra lamiaca o helénica la disputaron una coalición de ciudades entre las que se contaban Atenas y las de la Liga Etolia y Macedonia tras la muerte de Alejandro Magno en el 323 a. C. Las ciudades-Estado griegas nunca habían aceptado de buena gana la hegemonía macedonia, impuesta por la fuerza, pero había sido uno de los últimos actos de Alejandro, el Decreto de Exiliados del 324 a. C. el que había agudizado el descontento, especialmente en Atenas, donde los preparativos para la guerra contra Macedonia empezaron incluso antes de la muerte del monarca. El Decreto de Exiliados, que ordenaba el regreso de todos los exiliados y la restauración de su ciudadanía y propiedades, se entendió como una vulneración por parte del rey macedonio de la autonomía de las ciudades. El edicto era particularmente desagradable para los atenienses porque significaba que la isla de Samos, posesión de la ciudad desde el 366 a. C. y poblada por clerucos, tendría que ser devuelta a los samios. En vez de someterse a la nueva ley, los colonos atenienses apresaron a los oligarcas samios que volvieron a la isla y los despacharon a Atenas.
El apogeo de esta, alcanzado en la Época de Pericles en el siglo V, había pasado, pero la ciudad contaba aún con copiosos recursos financieros y con una flota de entre doscientas cuarenta y cuatrocientas naves. Al llegar la noticia de la muerte de Alejandro, los atenienses desempeñaron un papel fundamental en la formación de una liga que pretendía recuperar la autonomía de las ciudades-Estado. Los aliados batieron primero a los beocios filomacedonios y luego —merced en parte a la deserción de la caballería tesalia que se pasó a sus filas— al virrey macedonio de Grecia, Antípatro, que tuvo que refugiarse en la ciudad de Lamía, donde los coligados lo asediaron. Antípatro pidió refuerzos terrestres y navales al resto del imperio, lo que desencadenó una campaña naval macedonia en el mar Egeo dirigida por Clito el Blanco contra la armada ateniense de Evetión, que había intentado evitar que los socorros macedonios pasasen de Asia Menor a Europa por el Helesponto.